# Islam

Il nome di Dio (Allāh) in lingua araba

Una tipica mezzaluna e stella che svetta sulle cupole delle moschee e campeggia sulle bandiere di vari Stati islamici

L'Islam (pronunciato in italiano AFI: /iˈzlam/ -tradizionale- o /ˈizlam/ -comune-; in arabo إسلام‎?, Islām [ʔɪˈslæːm]) è una religione monoteista abramitica di carattere universalista. Apparsa nel VII secolo nella penisola araba, nella cittadina higiazena della Mecca, i suoi fedeli, detti musulmani, la ritengono rivelata da Maometto (Muhammad o Mohamed), considerato l'ultimo profeta portatore di legge, «sigillo dei profeti» (Khātam al-Nabiyyīn), inviato al mondo da Allah (il dio unico dell'Islam) per ribadire definitivamente la rivelazione, annunciata per la prima volta ad Adamo, il primo uomo ed il primo profeta.
Con circa 2,03 miliardi di fedeli, ossia il 25% della popolazione mondiale, l'Islam è la seconda religione del mondo per consistenza numerica (dopo il cristianesimo) e vanta il tasso di crescita più alto. Il 13% dei musulmani vive in Indonesia, che è anche il paese musulmano più popoloso, il 25% nell'Asia meridionale, il 20% in Vicino Oriente, Maghreb e Medio Oriente e il 15% nell'Africa subsahariana. Minoranze considerevoli si trovano anche in Europa, Asia Orientale e America. Il simbolo della mezzaluna e stella, già simbolo della città da diversi secoli, è stato adottato dagli Ottomani con la presa di Costantinopoli nel 1453.
Il testo sacro dei musulmani è il Corano rivelato e trascritto in lingua araba. È considerato l'ultima rivelazione di Dio, integralmente preservata, dai tempi di Maometto. Altri testi fondamentali, non solo per i sunniti, sono gli hadith, una collezione di testi di diversi autori contenente detti e azioni attribuiti a Maometto, che costituiscono la fonte principale per la conoscenza del profeta, considerato il modello supremo per gli uomini di tutti i tempi. Per i musulmani, l’Islam è il culmine e il completamento della rivelazione divina ai profeti come Adamo, Noè, Abramo e Gesù. Pur con notevoli differenze con l’Ebraismo ed il Cristianesimo nella descrizione del Paradiso, l’Islam insegna l’idea di un giudizio finale in cui le persone saranno ricompensate con il Paradiso o l’Inferno.
Similmente alla Halakhah ebraica, l'Islam prevede un sistema di leggi (la Shari'a) per guidare gli aspetti della vita dell’individuo e delle comunità, così come della società nel suo complesso. La Sharīʿa si focalizza su cinque obiettivi principali: protezione della vita, protezione della proprietà, protezione della salute, protezione della religione e protezione della dignità.
I principali siti considerati sacri nella religione islamica sono La Mecca (in cui si trova la Ka'ba, le cui fondamenta, secondo i musulmani, sarebbero state create da Abramo), Medina (la città dove Maometto emigrò dopo essere stato costretto a lasciare La Mecca in seguito alle persecuzioni degli idolatri Quraysh) e Gerusalemme. La Mecca e Medina sono indicate con l'espressione al-Ḥaramayn.
Il testo primario conosciuto come il Ḥadīth di Gabriele (ḥadīth Jibrīl) e tramandato dalla raccolta di hadith autentici, inclusa quella di Bukhārī, definisce l'Islam facendo riferimento ai cinque pilastri:

## Etimologia e significato

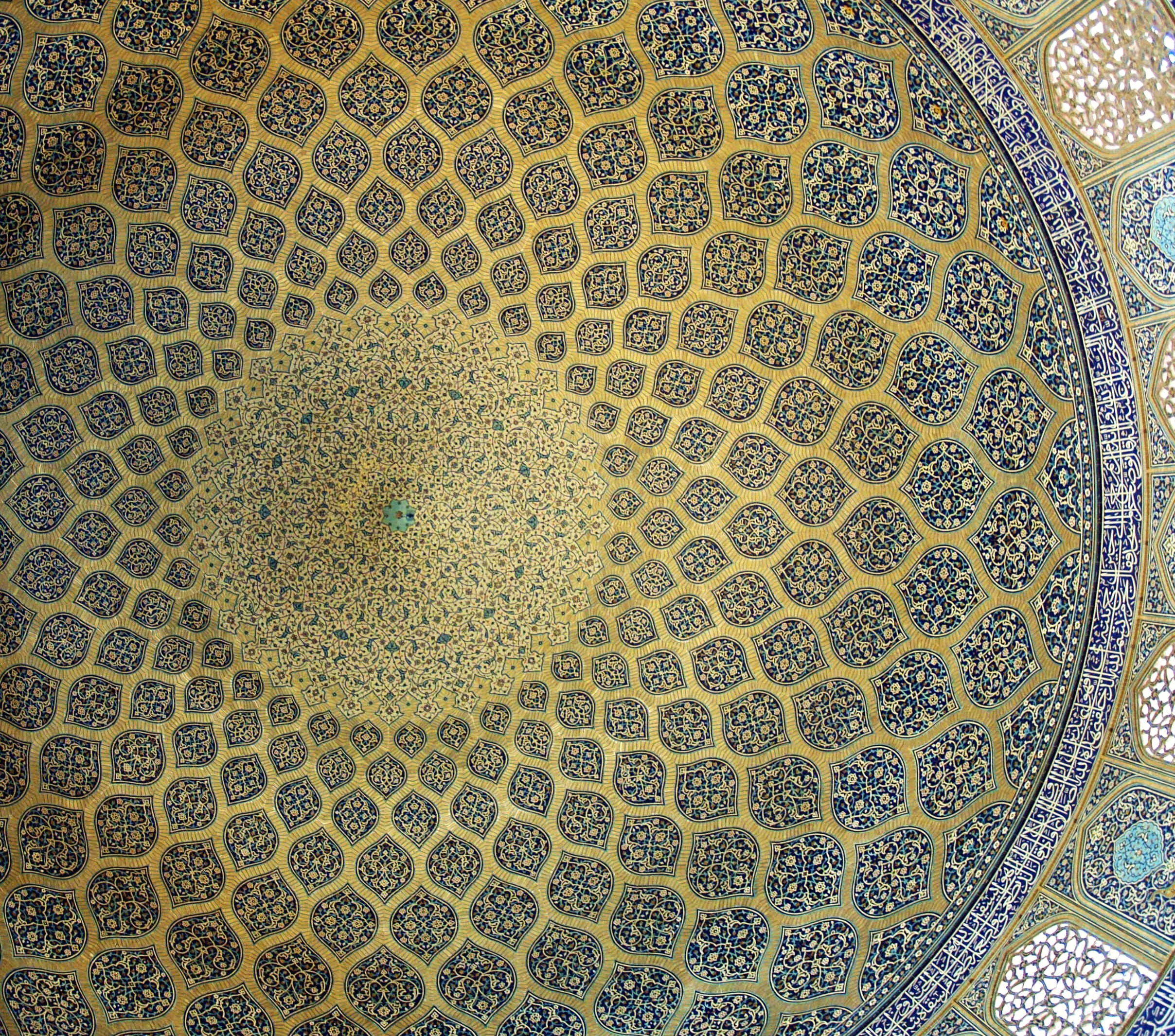
Dettaglio interno della Moschea dello shaykh Loṭfollāh di Esfahan (Iran)

Islam è un sostantivo verbale traducibile con «sottomissione, abbandono, consegna totale [di sé a Dio]» che deriva dalla radice aslama, congiunzione causale di salima («essere o porsi in uno stato di sicurezza»), ed è collegato a salām  («pace»).
In arabo la parola è un maṣdar (nomen actionis) di IV forma, con allungamento vocalico e accento tonico sulla seconda radicale (lam). Nel linguaggio religioso, il concetto è traducibile con la parafrasi: «entrare in uno stato di pace e sicurezza con Dio attraverso la sottomissione e la resa a Lui». Nel Corano talvolta assume la caratteristica di una qualità interiore del fedele: «Allah apre il cuore all'Islàm a coloro che vuole guidare»; altri versi collegano Islām e dīn, approssimativamente traducibile «religione»: «Oggi ho reso perfetta la vostra religione [dīn], ho completato per voi la Mia grazia e Mi è piaciuto darvi per religione l'Islàm». Altri ancora descrivono l'islam come «l'atto di ritorno a Dio» (in quanto secondo i musulmani tutti i viventi sarebbero musulmani inconsapevoli, in quanto viventi nell'universo creato da Dio, alcuni consapevolmente quando si convertono formalmente, ritornando così all'islam), piuttosto che un'affermazione verbale di fede.
La parola Islam perciò non è legata a una personalità o a un gruppo etnico, bensì all'idea centrale del suo credo religioso.
Nel ḥadīth di Gabriele (ḥadīth Jibrīl) l'Islam è presentato come parte di una triade composta da imān («fede») e iḥsān («eccellenza»), dove la definizione teologica dell'islam sarebbe il tawḥīd (l'affermazione cioè di fede in un dio uno e unico - ossia Allah - e nella missione profetica di Maometto).

## I pilastri dell'Islam

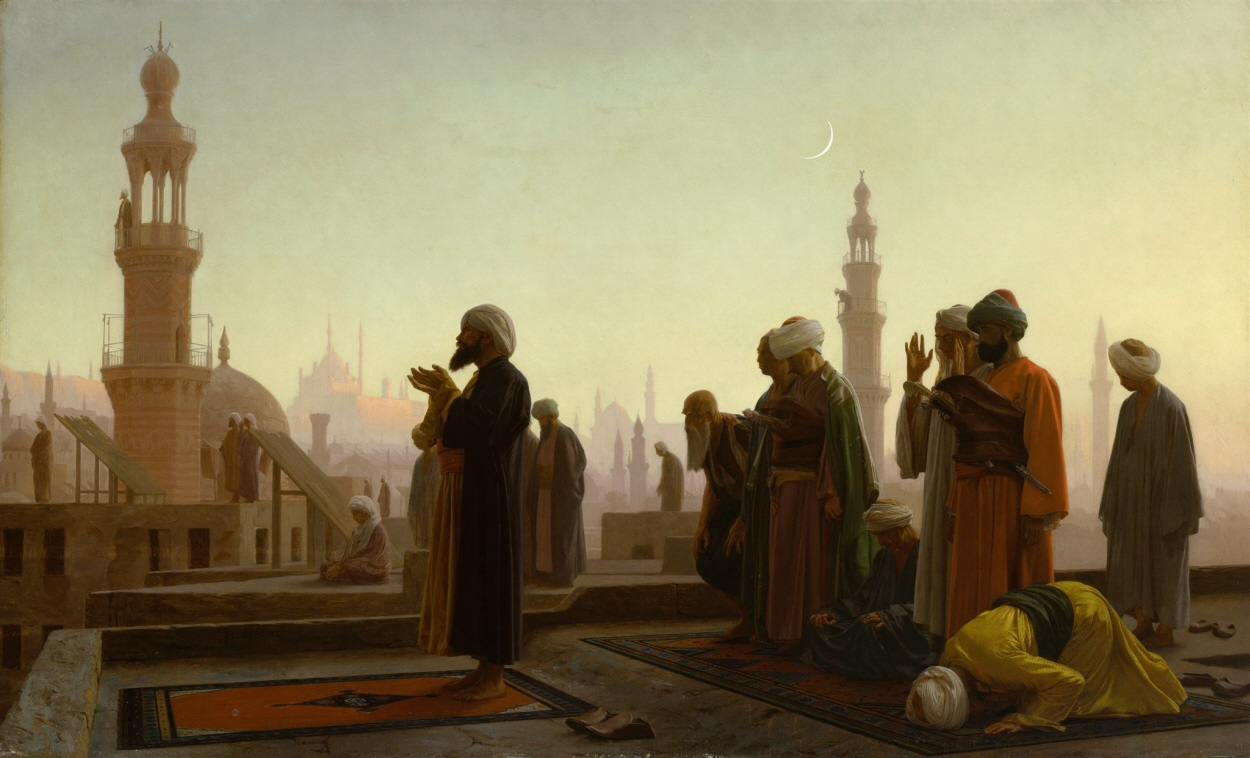
Quadro di Jean-Léon Gérôme sulla preghiera su un tetto al Cairo, Egitto, 1865

Gli arkān al-Islām ("Pilastri dell'islam") sono i cinque doveri assolutamente cogenti per ogni musulmano osservante (pubere e sano di corpo e di mente) per potersi definire a ragione tale. Secondo un hadith di Bukhari (IX secolo) l'angelo Gabriele avrebbe dettato a Maometto i cosiddetti cinque pilastri dell'islam, che sono:
- la shahāda, o "testimonianza" di fede (in arabo ﺷﻬﺎﺩة: audioⓘ):

Ašhadu an lā ilāha illā Allāh - wa ašhadu anna Muḥammadan Rasūl Allāh
"Testimonio che non c'è divinità se non Dio (Allàh) e testimonio che Muḥammad è il suo messaggero".
Per essere valida, la shahāda deve essere recitata con piena comprensione del suo significato e in totale sincerità di intenti. Essa è sufficiente, da sola, a sancire l'adesione all'islam di chi la pronuncia;
- la ṣalāt (in arabo صلاة‎?), preghiera canonica da effettuare 5 volte al giorno, in precisi momenti (awqāt) che sono scanditi dal richiamo (in arabo أَذَان‎?, adhān): audioⓘ) dei muezzin (in arabo مؤذن‎?, muʾadhdhin), che operano nelle moschee (oggi spesso sostituiti da registrazioni diffuse con altoparlanti)[23]; Nell'islam sciita le preghiere possono essere tre (Corano 17,79 - 80)
- la zakāt (in arabo زكاة‎?), versamento in denaro - obbligatorio per ogni musulmano che possa permetterselo - che rende lecita la propria ricchezza; da devolvere nei confronti di poveri e bisognosi. Nella quasi totale assenza ormai dello Stato tradizionale percettore - che era dotato di appositi funzionari (ʿummāl, pl. di ʿāmil) con ampi poteri cogenti - la zakāt è oggi prevalentemente autogestita dal pio musulmano, anche se esistono organizzazioni che forniscono aiuto ai fedeli per raccogliere fondi da destinare a opere di carità, per la cui realizzazione la giurisprudenza islamica ha previsto da sempre l'utilizzo delle somme raccolte tramite questa pratica canonica.[24] La somma da versare, a cadenza annuale, viene calcolata con un'aliquota del 2,5% sul capitale finanziario del fedele, e vale anche per le aziende. L'OCHA ha calcolato che i volumi annuali di tali versamenti sono, come minimo, superiori anche di quindici volte ai valori totali del resto delle donazioni a livello mondiale;[25][26]
- Ṣawm ramaḍān (in arabo صوم رمضان‎?), ovvero digiuno di ramaḍān - dal sorgere al tramonto del sole - durante il mese lunare di Ramadan per chi sia in grado di sostenerlo senza concrete conseguenze negative per la propria salute;
- Ḥajj (in arabo حج‎?), pellegrinaggio canonico alla Mecca e dintorni almeno una volta nella vita, nel mese lunare di Dhū l-ḥijja, per chi sia in grado di sostenerlo fisicamente ed economicamente.

Oltre ai cinque pilastri dell’Islam vi sono i sei arkān al-imān (pilastri della fede) che definiscono sei elementi principali in cui ogni Musulmano deve credere per essere considerato tale specificamente nel sunnismo. Questi sono credere in Dio (Allah) come unico Dio e creatore e degno di adorazione; credere negli angeli; credere nei libri rivelati come il Corano, il Vangelo e la Torah; credere in tutti i Profeti senza esclusione; credere nel Giorno del Giudizio; e credere nel Destino parte della vita.

## Universalismo islamico
L'islam è considerato dai suoi fedeli come l'insieme delle rivelazioni elargite da Allah all'umanità fin dall'epoca del suo primo profeta, Adamo. Dal punto di vista dei musulmani, l'islam non deve quindi essere considerato un'ulteriore Rivelazione rispetto alle altre due grandi fedi monoteistiche (Ebraismo e Cristianesimo), ma come l'ennesima riproposizione della volontà divina all'umanità, resa necessaria dalle continue distorsioni (taḥrīf) intervenute come effetto del fluire del tempo e dell'azione (talora maliziosa) degli uomini. Torah (Tōrāh), Salmi (Zabūr per i musulmani) e Vangelo (Injīl) sono perciò considerati testi che, in origine, non contenevano rivelazioni diverse da quella coranica.
Per questo motivo è corretto definire Muḥammad "Sigillo dei profeti" (khaṭam al-nabiyyīn) ed è un principio fondamentale per la fede islamica credere che con la sua morte sia terminato per sempre il ciclo profetico, tanto che viene accusato di massima empietà (kufra), e di fatto posto al di fuori dell'islam, chiunque lo dichiari riaperto. Nell'islam non vengono pertanto disconosciuti in toto l'Antico e il Nuovo Testamento, della cui origine celeste non si discute, riconoscendo per logica conseguenza il carisma dei profeti vetero-testamentari (da Adamo a Noè, da Abramo a Mosè), come pure quello di Gesù; tuttavia tali rivelazioni profetiche sarebbero contenute nella Bibbia di ebrei e cristiani solo in una forma corrotta e distorta, dunque non autentica e veritiera. Secondo i musulmani, il Corano è quindi l'unica e non più modificata affermazione della volontà divina, destinata a perdurare inalterata fino al Giorno del giudizio.

### La concezione di Dio
Dio è chiamato in arabo Allah. Etimologicamente il termine è una contrazione al-Ilāh, “Iddio”. Le origini linguistiche del termine sono da ricercarsi nei primissimi testi semitici in cui Dio è chiamato El, Il, Eloh. Il termine Allah oggigiorno viene utilizzato infatti da persone di fede cristiana ed ebraica che parlano arabo oltre che dai musulmani stessi.
La concezione e la fede in Dio è basata su elementi fondanti:
- La consapevolezza della Sua esistenza contrapposta a concezioni ateistiche o materialiste dell’esistenza
- La consapevolezza della padronanza di Dio sul creato e del Suo ruolo attivo come garante e sostentatore di ogni cosa, contrapposta ad una visione in cui Dio viene visto come noncurante come nel deismo.
- La consapevolezza nella divinità esclusiva di Dio senza alcun associato e nessun altro essere a cui può essere attribuito alcun tipo di divinità.
- La fede in tutti i Nomi e gli Attributi Divini, così come affermati nel Corano e nella Sunnah (tradizione profetica).[28]

Nel Corano, la Sura CXII - al-Ikhlāṣ o "del culto sincero" - fornisce la definizione che Dio dà di sé:
Di': «Egli, Dio, è uno, Dio, l'Eterno. Non generò né fu generato e nessuno Gli è pari» (in arabo: audio[?·info]).
Questa sura è considerata la perfetta sintesi dell'Unità islamica, o Tawḥīd, che a sua volta incorpora le caratteristiche di Dio: egli è Unico (wāḥid) e Uno (aḥad).
Avendo tali caratteristiche, l'islam rigetta apertamente la Trinità e la visione divina di Gesù, ma ne attende il ritorno alla fine dei tempi. Dio, entità completamente trascendente, è oltre la comprensione e non raffigurabile. Tutto l'esistente, di cui è il creatore ex-nihilo, non è altro che un suo segno, una sua manifestazione e un suo riflesso attraverso cui Egli si rende conoscibile.
Il Corano menziona che tutto ciò che è creato da Dio è il risultato dell’ordine divino “Sii”:
“Egli è il Creatore dei cieli e della terra; quando vuole una cosa, dice «Sii» ed essa è.”
Abbandonandosi con fiducia a Dio il musulmano guadagna la guida del suo Signore:
"Io sono secondo l'idea che il mio servo ha di me, e Io sono con lui quando mi menziona; e se mi menziona in cuor suo, lo menziono in cuor mio. E se mi menziona in pubblico, lo menziono in un pubblico migliore di quello; e se si avvicina a me di un palmo, mi avvicino a lui di un cubito; e se si avvicina a me di un cubito, mi avvicino a lui di un braccio; e se viene da me camminando, vado da lui correndo."
Vita, scienza, potenza, volontà, udito, vista e parola sono attributi che pur appartenendogli totalmente, non ne alterano l'Unità. Dio sovraintende la vita delle persone senza che questi possano vederlo, poiché "non l'afferrano gli sguardi ed Egli tutti gli sguardi afferra", ma è pronto ad aiutarli qualora ne avessero bisogno ed è alla persona "più vicino della vena giugulare", rendendo superflua ogni intermediazione sacerdotale. Attraverso i suoi 99 nomi è possibile invocarlo, ma data la sua natura trascendente e oscura alla persona "non v'ha simile a Lui cosa alcuna", l'islam rifiuta l'idea che Dio assomigli in qualche modo alla sua creatura umana o che vi sia il benché minimo spazio per una concezione antropomorfica di Allāh.
I 99 nomi di Dio mirano a qualificarne l'essenza (kawn), esplicitata attraverso tale elenco di attributi: egli sarebbe dunque tra le altre cose, l'eterno (Ṣāmad), la verità (al-Ḥaqq), l'esistente di per sé (al-Ḥayy al-Qayyūm), il sublime (al-ʿAẓīm), il potente (Qadīr), il sapiente (al-Ḥakīm), ma anche al-Badīʾ, "Il creatore di ogni cosa". La sua onniscienza è chiaramente enunciata:
"È il primo e l'ultimo, l'evidente e il nascosto, e conosce tutto."

### Luoghi di culto

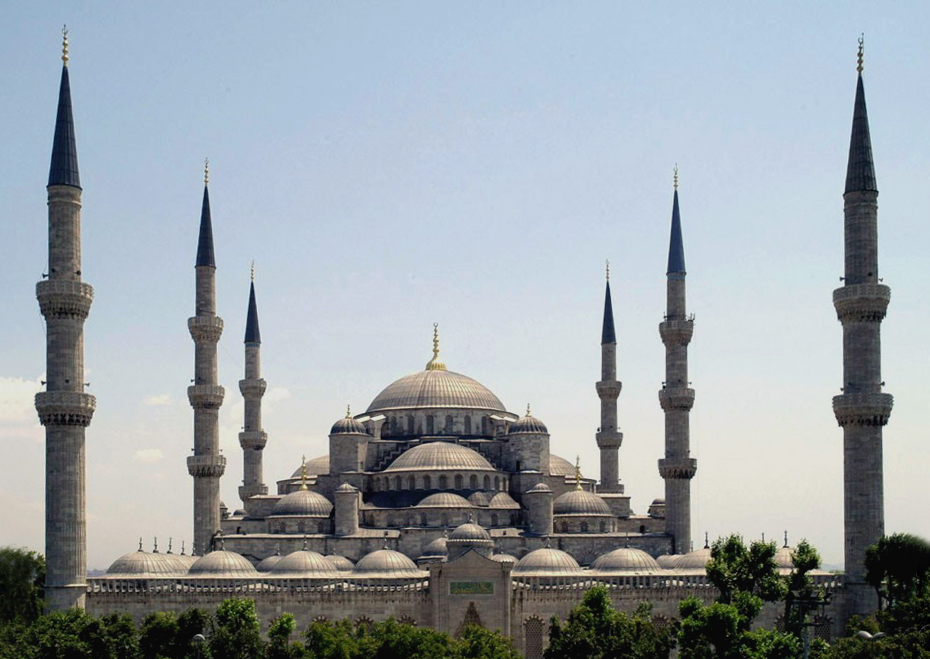
La Moschea Blu di Istanbul, Turchia

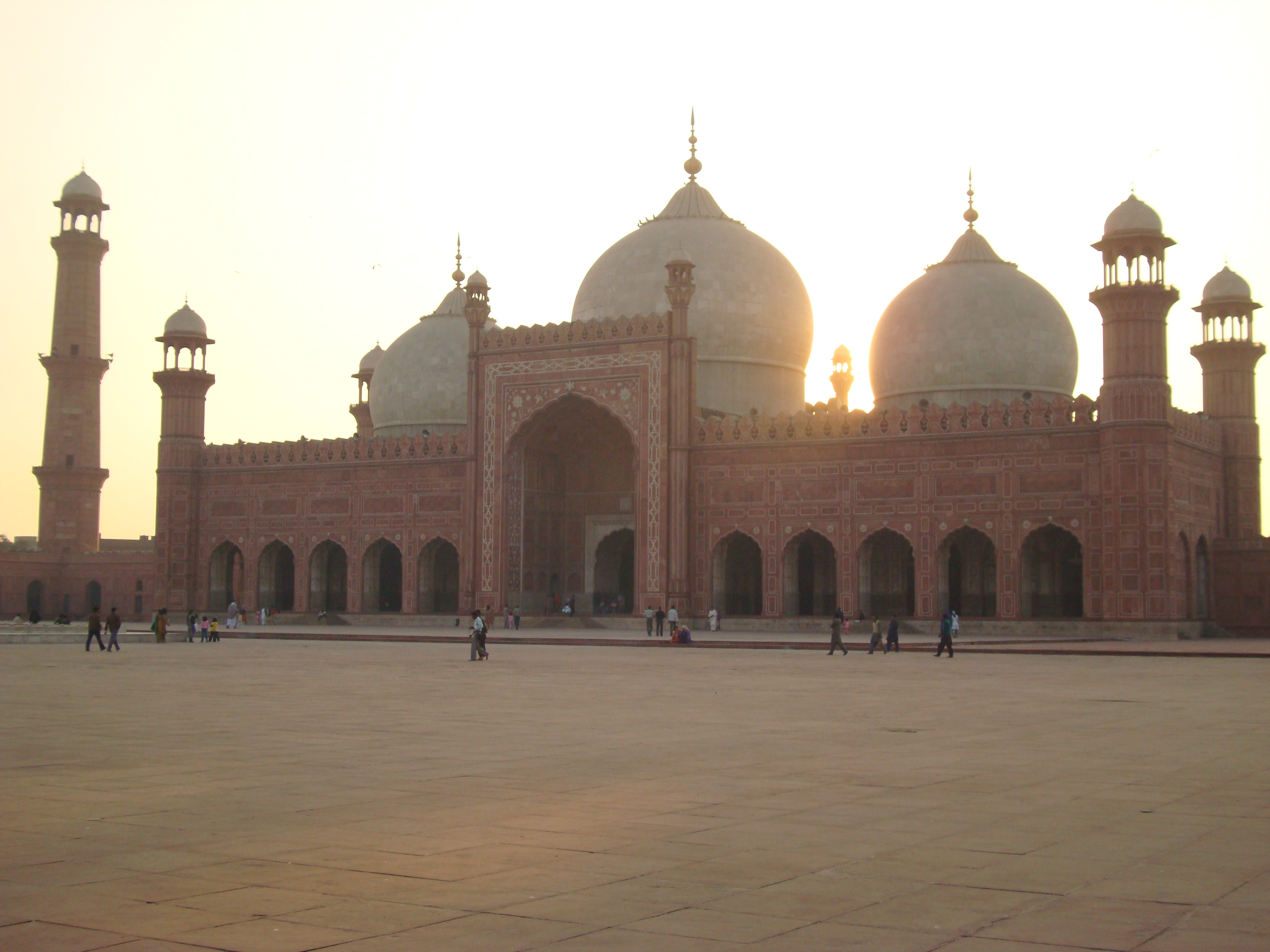
La Moschea Imperiale di Lahore, Pakistan

Luogo deputato (ma non indispensabile) alla Ṣalāt è la moschea (in arabo masjid, al plurale masājid). Non necessariamente delegata a fini liturgici, essa funge anche da luogo d'incontro, di studio e persino di riposo. Al suo interno si usano compiere le cinque preghiere giornaliere obbligatorie, la rottura del digiuno del ramaḍān, la raccolta e ridistribuzione dei fondi della zakāt.
Dal punto di vista storico, oggi si ritrovano ancora nelle moschee di tutto il mondo elementi introdotti dalle prime moschee di Mecca e Medina: è il caso del miḥrāb, del minbar, e di un largo cortile esterno, il sahn (che poi si sarebbe diffuso anche alle case private), in cui spesso si trovano fontane, o ḥawḍ, indispensabili al compimento delle abluzioni necessarie per il conseguimento della purità rituale.
La moschea rappresenta di gran lunga l'espressione preminente dell'architettura islamica, a sua volta influenzata dalle normative che regolano l'arte sacra in generale: non vi sono quindi ospitate, in linea generale, rappresentazioni umane o animali. La geometria assume dunque un ruolo di collegamento fra realtà umana e trascendenza divina, data la natura infinita e onnipresente, una e unica di Allah. Per proiettare questi principi, appartenenti alla dottrina teologica islamica o tawḥīd, nella moschea si utilizzano forme e decorazioni tese a trasmettere al fedele la consapevolezza riguardante la stretta correlazione esistente fra il mondo esterno delle forme e quello interiore delle realtà divine, essendo entrambe, per la concezione islamica, appartenenti ad Allah, considerato sia al-Ẓāhir, "Manifesto", sia al-Bātin, "occulto".
A causa di questo stretto rapporto fra teologia e geometria gli architetti musulmani progredirono notevolmente nelle scienze matematiche, scoprendo, per esempio, formule che in Occidente sarebbero diventate note solo nel XX secolo. Principali espressioni di questa ricerca sono il girih e l'arabesco.
La contrarietà a rappresentare immagini umane è dettata dall'assenza nel pensiero islamico sunnita del concetto di santità e dalla possibilità che un qualsiasi essere umano - con l'eccezione di Maometto - possa intercedere per l'essere umano presso Dio, oltre che dalla precisa determinazione d'impedire qualsiasi degenerazione idolatrica del culto.

### Rituali e liturgie
Fra le pratiche devozionali, la preghiera obbligatoria - ṣalāt - è considerata la più importante ed è osservata cinque volte al giorno.
"La Preghiera è il pilastro della religione. Chiunque ometta intenzionalmente di compierla, ha distrutto la propria religione."
Le Ibadat (in arabo عبادات‎?), plurale di ibādah, si riferiscono secondo la giurisprudenza islamica (fiqh) alle "regole che guidano l’adorazione nell’Islam" ed includono i dover religiosi che i Musulmani praticano. I cinque pilastri dell’Islam sono inclusi fra le Ibadat.
Le pratiche devozionali includono anche rituali supererogatori, la du'a, invocazione a Dio, in particolare la richiesta di perdono per i propri peccati (istighfar), e più in generale il dhikr, definito come "ricordo di Dio", che nasce sulla base di numerosi versetti coranici come "Coloro che credono, che rasserenano i loro cuori al Ricordo di Allah. In verità i cuori si rasserenano al Ricordo di Allah. // Coloro che credono e operano il bene, avranno la beatitudine e il miglior rifugio."
La pratica del dhikr include la ripetizione di lā ilāha illā Allāh, la glorificazione di Dio (tasbih), la meditazione sulla creazione, sui versetti Coranici e sulla tradizione profetica, e benedire il Profeta Muhammad con varie eulogie.
Fra le Ibadat migliori nell’Islam vi sono quelle legate al buon comportamento e all’eccellenza con il prossimo. In un hadith tramandato da at-Tabarani si narra che:
Un uomo venne dal Profeta (benedizioni e pace di Allah su di lui) e disse: 'O Messaggero di Allah, quale delle persone è più caro ad Allah? E quali azioni sono più care ad Allah?' Il Messaggero di Allah (benedizioni e pace di Allah su di lui) disse: 'La più cara delle persone ad Allah, che Egli sia esaltato, è colui che fa più beneficio alle persone, e la più cara delle azioni ad Allah, possa Egli essere esaltato, è la gioia che porti a un musulmano quando lo allevi dall'angoscia, o paghi un debito per lui, o soddisfi la sua fame. E camminare con un fratello per soddisfare i suoi bisogni mi è più caro che osservare i'tikaaf [ritiro] in questa moschea [cioè la moschea di Medina] per un mese'.
La venerazione delle reliquie è considerata una degenerazione della fede, così come, in generale, la credenza nella possibilità che i santi (Wali) possano intercedere per i viventi; posizioni nate su impulso di versetti perentori. Vi sono tuttavia delle eccezioni, del tutto minoritarie e principalmente aventi base etnica, per quanto riguarda le reliquie; mentre sui santi gli sciiti e talune confraternite Sufi si discostano dalla maggioranza sunnita.
Altre pratiche, eseguite particolarmente all'interno di alcune confraternite mistiche sono:
- la Murāqaba o "meditazione", ampiamente praticata da Maometto nei suoi ritiri sul monte Ḥirāʾ, con la pratica chiamata taḥannuth;
- il movimento rotatorio su se stessi dei Dervisci, particolarmente praticata dall'ordine dei Mevlevi.

Sebbene queste pratiche possano svolgersi anche privatamente, ciò solitamente non avviene. Infatti, in assenza del clero, il musulmano è responsabile della propria fede (īmān) ed è per questo esortato a circondarsi della compagnia di persone rette che possano aiutarlo a percorrere il cammino sulla via di Allah, come diceva lo shaykh Abu Madyan Shu'ayb: 
Il piacere della vita è solo nella compagnia dei fuqarāʾ. Essi sono i sultani, i maestri e i principi. Il faqīr è colui che ha abbandonato la futile ricerca di questo mondo per intraprendere la ricerca del Reale, ovverosia, del segreto della sua esistenza. Il primo requisito di questa ricerca è la compagnia delle altre persone che desiderano acquisire tale scienza. Essere parte di esse significa condividerne le difficoltà e le gioie. Da principio, il faqīr vede le manchevolezze dei fuqarāʾ. Quando impara che essi sono uno specchio per lui — come insegnava il famoso ḥadīth — cessa di combatterli e nel suo cuore comincia a sorgere l'amore per gli amanti di Allah. In tal modo si approssima allo Shaykh.

## I profeti
I Profeti nell’Islam sono quegli individui a cui Dio ha rivelato il Messaggio e che hanno la funzione di modelli ispiratori per carattere, spiritualità ed adorazione del Creatore. Ai profeti possono venire affidate delle missioni specifiche come quelle di convenire dei messaggi divini ad una comunità di empi, di liberare un popolo dall’oppressione come nel caso di Mosè ed i Figli di Israele, di ricordare il bene guidando un popolo di credenti che hanno già accettato il Messaggio in precedenza, come nel caso di Davide ed altri profeti biblici mandati come guida ai Figli di Israele, nel periodo in cui l’Islam considera che il Patto dell’alleanza era ancora valido fra Dio ed i Figli di Israele, infranto secondo i musulmani dopo la negazione di Gesù come Messia e di Muhammad come ultimo dei profeti.
I musulmani dichiarano che la loro religione si riallaccia direttamente alle tradizioni religiose che sarebbero state predicate dal patriarca biblico Abramo, considerato da Muhammad come il suo più autorevole predecessore. La ragione è che da Abramo discende Ismaele, e di conseguenza gli arabi, e Muhammad stesso. Gli ebrei invece sono considerati i discendenti da Isacco e i cristiani sarebbero originati dall'ebraismo come una setta ebraica che con Paolo di Tarso iniziò ad accogliere anche i non-ebrei. Ismaele e Isacco erano entrambi figli di Abramo, sebbene il primo fosse di madre araba e il secondo israelita. È per questo che l'islam viene classificato come religione abramitica, al pari dell'Ebraismo e del Cristianesimo.
Il primo profeta islamico viene considerato Adamo e, dopo di lui, Idris, e poi Nūḥ (Noè). Sono annoverati fra i tanti profeti islamici, dopo Ibrāhīm (Abramo), suo cugino Lūt, i suoi figli Isḥāq (Isacco) e Ismāʿīl (Ismaele), Yaʿqūb (Giacobbe), Yūsuf (Giuseppe), Mūsā (Mosè), Dāwūd (Davide), Sulaymān (Salomone), Yaḥyā (Giovanni Battista) e, prima di Muḥammad, ʿĪsā ibn Maryam (cioè Gesù di Nazareth, figlio di Maryam, ossia colei che in altro contesto è chiamata Maria), Maria è considerata anche nel Corano come esempio sublime di devozione femminile a Dio.
Alcuni profeti citati dal Corano non sono usualmente identificati con quelli biblici, o la loro identificazione è dubbia: questo includono Idrīs, Ṣāliḥ, Hud, Shuʿayb, Dhū l-Kifl, al-Khidr.
Dopo Muhammad, considerato dai musulmani l’ultimo profeta e per questo "il sigillo dei profeti" (khātim al-anbiyāʾ), è un dogma per l'islam credere nella fine del ciclo profetico, e credere il contrario viene considerato dal sunnismo e dallo sciismo come motivo sufficiente per non essere considerati musulmani (kufr).
Nell’Islam si fa una distinzione fra Profeta (Nabi) e Messaggero (Rasul). Ogni Rasul viene considerato un Nabi ma non viceversa. Una delle differenziazioni più popolari fra i dotti islamici è quella di Ibn Taymiyya che distingue il Nabi dal Rasul dal fatto che gli ultimi sono mandati a convenire il messaggio della rivelazione divina ad un popolo non credente mentre i primi sono mandati come ammonitori e guide per un popolo che già crede.
I Profeti vengono riconosciuti come tali principalmente per due motivi: il primo motivo è quello del messaggio con cui vengono i profeti e che deve essere concorde con il monoteismo puro del Dio di Abramo e la cui morale ed etica devono anche essere in linea (salvo modifiche legislative dettate dalle diverse rivelazioni nell’arco della storia umana); il secondo motivo è quello dei segni e dei miracoli con cui il profeta viene inviato. Il Corano ricorda molti miracoli dei profeti biblici e non, e lo stesso Muhammad avrebbe menzionato esplicitamente in un hadith l’importanza del miracolo come segno a conferma di un profeta affermando:
“Non c'è profeta a cui non siano stati dati miracoli con cui le persone hanno creduto. Il miracolo che mi è stato dato è la rivelazione che Allah mi ha ispirato. Ecco perché spero che nel Giorno del Giudizio sarò il profeta con la comunità più numerosa!"

## Il Culto
Mentre il culto per Dio, chiamato Allah, è immutabile e del tutto indifferente all'epoca e allo spazio fisico in cui esso è praticato, la liturgia espressa potrà in varie occasioni adattarsi invece al tempo e al luogo in cui il fedele vive. Ciò è in perfetta coerenza col principio condiviso che l'islam sia una religione wusṭa, ovvero collocata su una linea "mediana" rispetto agli opposti estremi costituiti dall'ateismo da un lato e da un formalismo rigido di facciata, non pervaso dalla reale comprensione e dalla tolleranza nei confronti di chi sbaglia. È nota l'affermazione di Maometto, secondo cui l'islam aborre gli eccessi e il fanatismo, basandosi sull'assunto, più volte ribadito nel Corano, che "Dio non ama gli eccessivi" (II:190; VI:141; VII:31; XVII:26-27; XXV:67; XLIV:31 e LVII:23). Per questo motivo l'estremo rigore sul piano sia della lettera, sia dei contenuti della Legge, corrisponde nei fatti a un'estrema flessibilità.
Una visione etnocentrica del culto islamico ha però portato, durante il corso della storia europea, a dei grossi fraintendimenti: se per gli europei medioevali Maometto era uno scismatico cristiano questa credenza si è evoluta nel corso dei secoli, fino a trasformare i musulmani in "maomettani"; credenza questa parzialmente diffusa anche nel secolo ventesimo - possibilmente alimentata da una visione dell'islam speculare a quella che i cristiani hanno della propria religione e in particolare della figura di Cristo, divinizzata e dunque adorata. In realtà un musulmano che adorasse Maometto, o qualsiasi altro profeta prima di lui, commetterebbe l'errore gravissimo di scambiare i messaggeri, cioè i profeti inviati da Dio sulla terra per annunciare la rivelazione monoteista con il messaggio, il Dio Unico (wāḥid) e Uno (aḥad) che non ha generato e non è stato generato (lam yalid wa lam yūlad) che avrebbe incaricato Maometto di annunciare l'ultima, definitiva rivelazione, rendendolo così "sigillo dei profeti" (khātim al-anbiyāʾ).

## Testi sacri

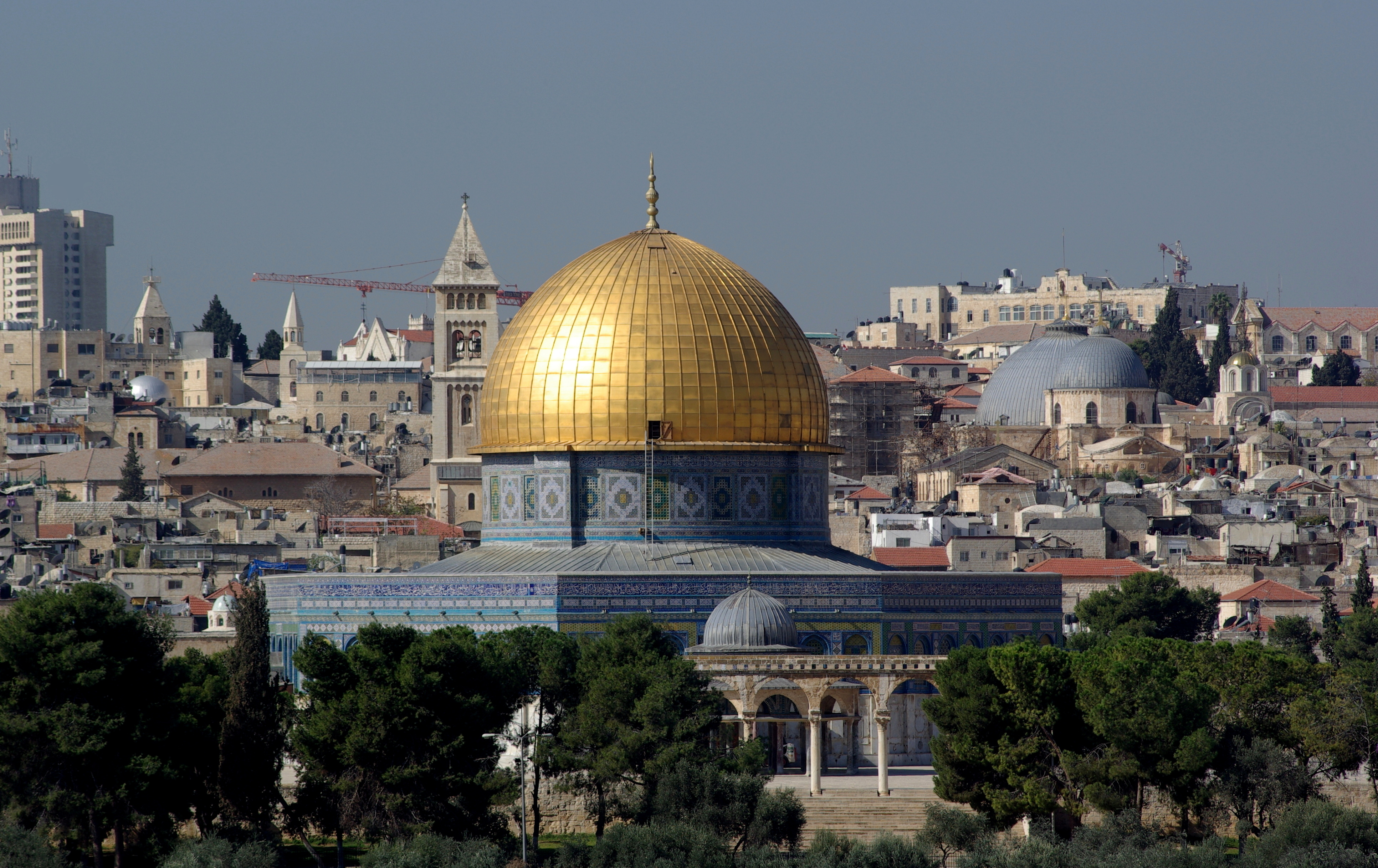
La Cupola della Roccia nella Spianata delle Moschee a Gerusalemme, la terza città santa dell'Islam sunnita

I testi fondamentali a cui fanno riferimento i musulmani sono, in ordine di importanza:
- il Corano (letteralmente "Recitazione"), che è considerato dai musulmani espresso parola per parola da Dio (Allah). I musulmani ritengono che Maometto abbia ricevuto il Corano da Dio attraverso l'Arcangelo Gabriele, che glielo avrebbe rivelato in lingua araba.[57] È per questo che i fondamentali atti liturgici islamici sono recitati in tale idioma in tutto il mondo musulmano. Dopo la Rivelazione ricevuta da Maometto l'islam crede, per dogma, che nessun altro profeta sarà più identificato da Dio fra gli uomini. Il Corano fu messo per iscritto in parte durante la vita di Muhammad su pietre o pezzi di cuoio ed in particolare durante le sessioni in cui Muhammad dettava il Corano ad uno dei suoi Compagni (Sahaba). Muhammad, secondo la tradizione islamica era analfabeta,[58] e il Corano sarebbe stato perfettamente assimilato da lui per grazia divina, così da poterlo recitare senza esitazioni e impacci ai suoi seguaci che, sovente, lo memorizzarono a loro volta. Già durante il mandato del primo Califfo Abu Bakr i maggiori compagni del Profeta avevano delle personali copie del Corano. Sotto il califfo Uthman il Corano fu compilato (dai kuttāb) e sistemato con una serie di accorgimenti grafici (i punti diacritici delle varie consonanti arabe omografe e le vocali, o ḥarakāt), altri accorgimenti diacritici furono implementati all'epoca del governatorato dell'omayyade al-Ḥajjāj b. Yūsuf, verso la fine del VII secolo-inizi dell'VIII ma già dai tempi del Califfo Uthman il testo viene considerato ultimato così come confermato anche da varie scoperte archeologiche moderne come il Manoscritto coranico di Birmingham ed altri. Una critica controversa da parte della minoranza sciita sostiene che - malgrado la sacralità e l'autenticità del Libro sacro dopo la Vulgata di al-Hajjaj ibn Yusuf debba essere appieno riconosciuta - il Corano manchi di alcuni passaggi relativi al ruolo preminente di 'Ali ibn Abi Talib e dei suoi discendenti. Uno dei lavori più completi su questa critica sciita è il Kitāb al-qirāʾāt (o Kitāb al-tanzīl wa l-taḥrīf) di Aḥmad ibn Muḥammad al-Sayyārī (IX secolo)[59] e l'ultimo quello di Mīrzā al-Nūrī al-Ṭabarsī/Ṭabrisī col suo Faṣl al-khiṭāb.[60]
- la Sunna (letteralmente "consuetudine") è costituita da una serie di detti, fatti, silenzi o inazioni, di Maometto. Essa è dunque basata su ḥadīth (tradizioni giuridico-religiose), raccolti e tramandati da testimoni ritenuti sicuri. È stata messa in forma scritta solo nel III secolo del calendario islamico (IX secolo) nei Sei libri (al-kutub al-sitta), i più importanti dei quali sono universalmente considerati dai musulmani quelli di Bukhārī e di Muslim mentre gli altri furono composti da Ibn Māja, al-Nasāʾī, al-Tirmidhī e Abū Dāwūd al-Sījistānī. Gli sciiti affiancano loro le opere quali l'al-Kāfī fī ʿilm al-dīn di Abū Jaʿfar Muḥammad b. Yaʿqūb al-Kulaynī/al-Kulīnī (m. 939); il Kitāb man lā yaḥḍuruhu l-faqīh di Abū Jaʿfar Muḥammad b. ʿAlī, altrimenti noto come Ibn al-Bābūya (o Bābawayh) al-Qummī (m. 991) e il Tahdhīb al-aḥkām di Abū Jaʿfar Muḥammad b. al-Ḥasan al-Ṭūsī (m. 1067 o 1068), riuniti nei Quattro libri. I criteri di trasmissione dei hadith si basa su principi quali l’affidabilità morale di chi tramanda la narrazione, la capacità intellettuale e la conoscenza, la mancanza di errori nel uso lavoro nel campo della trasmissione di hadith e il numero di catene di trasmissione che tramandano ogni hadith[61][62].

Quanto alle rivelazioni precedenti al Corano, i musulmani - secondo il concetto di Tahrif - credono che siano d'ispirazione divina, ma corrotti dal tempo o dalla malizia degli uomini (elencati in ordine cronologico dal più recente):
- il Vangelo (chiamato Injīl);
- l'Avesta zoroastriano;
- i Salmi (chiamati al-Zabūr);
- la Tōrāh (chiamata Tawrāt);
- Per quanto riguarda i Veda induisti essi furono riconosciuti come ispirati da Dio nell'Impero Moghul (islamico). Secondo Ragheb El-Sergany nel suo libro "Un esempio per gli uomini", nella seconda parte del "Samaveda" della tradizione brahmanica c'è scritto: «Ahmed ricevette la legislazione del suo Dio ed è piena di saggezza ed è circondata di luce». Nei Veda parte ventesima, c'è scritto: «O gente, ascoltate e comprendete, sarà inviato Al-Mohamed tra la gente più prestigiosa. La sua grandiosità viene menzionata anche nel Paradiso e dipende dal fatto che lui è pieno di pregi, lui è Mohamed».

Accanto alle sacre scritture, e da esse direttamente ispirata, v'è un'immensa letteratura prodotta nei secoli dalla comunità dei dottori appartenenti sia all'islam sunnita sia a quello sciita: testi di fiqh (giurisprudenza), di kalām (teologia), di tasawwuf (mistica). Non è da trascurarsi infine che, soprattutto per quanto riguarda la mistica islamica o sufismo, molta pregevole letteratura è stata prodotta in versi da autori di espressione araba e persiana soprattutto, ma anche in turco, urdu ecc.

## Obblighi morali e sociali

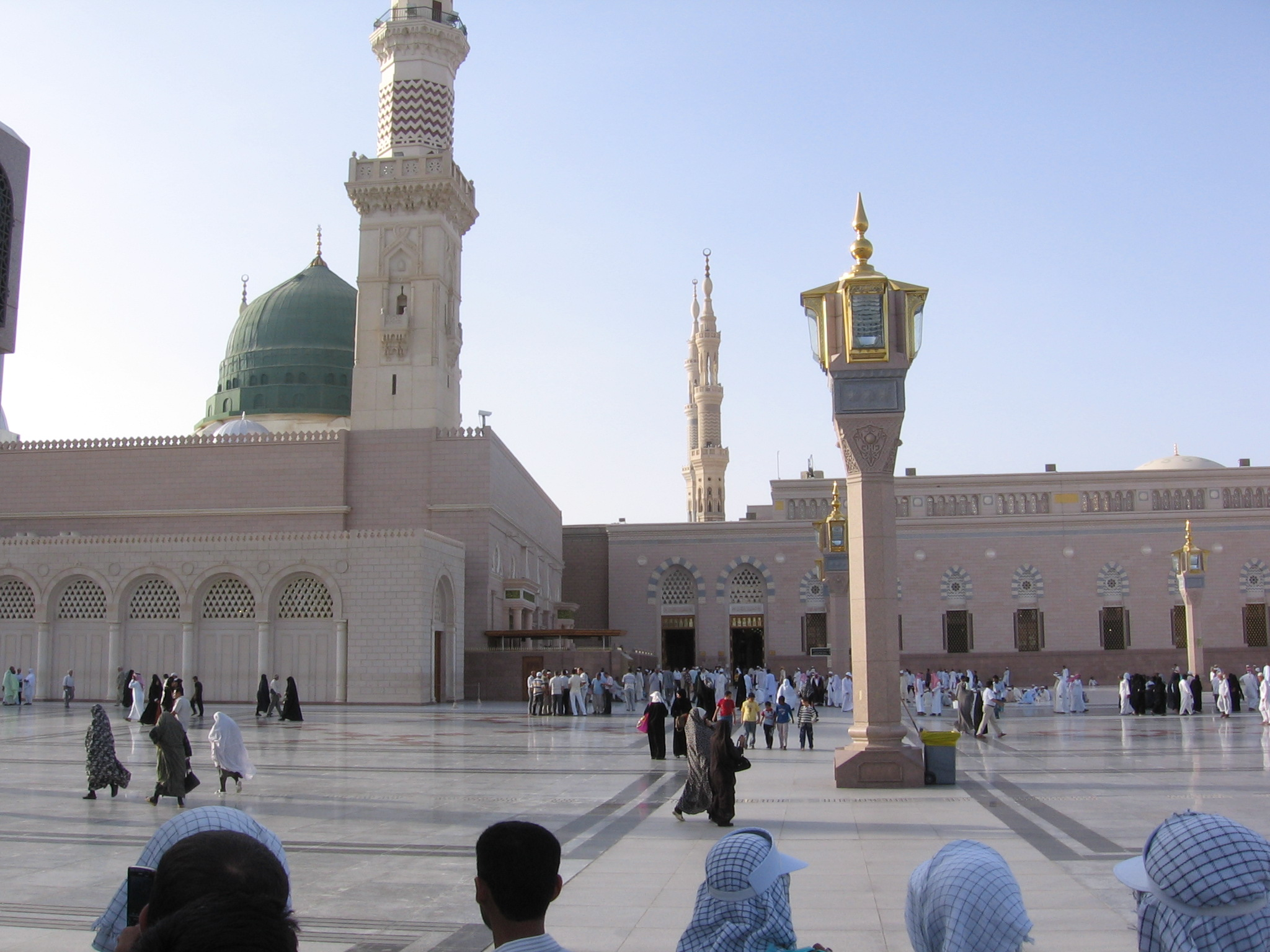
Moschea del Profeta a Medina, seconda città sacra dell'Islam

Il musulmano ha dunque il dovere di assolvere al "jihād maggiore", additato letteralmente come "sforzo" o "impegno [del singolo] sulla Strada di Dio" (jahada fī sabīl Allāh), nella speranza di poter vedere nell'Aldilà il Suo Volto (li-wajhihi), grazie alla riuscita impegnativa lotta contro le pulsioni negative del proprio corpo e del proprio spirito.
La jihād maggiore è diversa dalla jihād minore le cui specifiche vengono definite e differenziate dalla sharīʿa legislando i casi legittimi di lotta armata a livello di comunità religiosa.
Generico obbligo è anche quello di "ordinare il bene e vietare il male" (al-amr bi-l-maʿrūf wa nahy ʿan al-munkar) ovunque essi si presentino, ricorrendo a ogni mezzo lecito e necessario, laddove il bene e il male sono determinati esplicitamente da Dio nel Corano, dovendosi intendere come Bene la sua volontà e Male il disobbedirgli.
La "teologia naturale" è ammessa, nella misura in cui l'intelligenza umana può penetrare razionalmente i confini tra il volere di Dio e la sua non-volontà, tramite le pratiche interpretative dell'Ijtihad e la cui pratica trae origine dal testo coranico e dalla sunna. In senso letterale, la parola "Islàm" significa infatti sottomissione, abbandono o obbedienza a Dio. Abbandono a un Progetto divino che concerne l'umanità intera e che l'uomo non può conoscere per la sua intrinseca limitatezza, al quale tuttavia esso si dovrà abbandonare, fiducioso della bontà e della misericordia divina. All'uomo è concesso, giacché ne ha ricevuto rivelazione attraverso i profeti, di riconoscere e interpretare i segni di Dio (āyāt Allāh). Come avvenuto al profeta Abramo la ragione umana, guidata dal disegno imperscrutabile ma trascendentalmente perfetto di Dio, è portata ad afferrare e riconoscere, in tutto ciò che perisce e muta, la prova incontrovertibile dell'esistenza e della necessità del Creatore che seguita a creare e ri-creare tutto l'esistente che, pervaso com'è dal suo spirito, senza di lui non potrebbe assolutamente continuare a esistere.
Riflettere sui segni di Dio è dunque un dovere del musulmano, come più volte ricorda il Corano (tra cui II:118, 164; III:190; VI:99; XIII:2-3; XXIV:43-54).
Molti musulmani credono che Dio - come la scuola degli ashariti, al contrario di quanto pensavano i mutaziliti e altri musulmani attuali e storici, che pensano che oltre al destino nella vita ci sia anche il caso e il libero arbitrio - non conceda mai il libero arbitrio all'uomo, essendo ogni atto (compreso quello umano) determinato da Dio. Egli dà all'uomo tutt'al più il possesso (iktisāb) dell'atto compiuto, mentre il presumere di poter creare qualcosa o di penetrare l'insondabile Volontà divina sono peccati di massima superbia, con la conseguenza che il volere divino dovrà essere accettato senza condizione alcuna da parte delle sue creature.
Questo avviene non solo nelle pratiche di culto - il cui obbligo non si considera assolto convenientemente senza l'osservanza precisa delle loro specifiche modalità (come le precise ritualità da osservare nel corso del pellegrinaggio obbligatorio alla Mecca e nei suoi dintorni) -, ma anche nell'ottemperare alle precise norme alimentari che, secondo lo schema vetero-testamentario, non si giustificano esclusivamente con motivazioni di carattere razionale, in grado cioè di essere percepite dall'intelligenza umana, ma che devono essere in primis accettate in virtu’ della validità epistemica data dalle altre argomentazioni e prove presentate dal Corano e dalla Sunna.
Parte di queste norme è il divieto di consumare carne che non sia lecita (ḥalāl), ovvero macellata con l'invocazione ad Allāh e menzionando il suo Nome (Cor., V:118, 119, 121) ed escludendo animali morti per incidente o cause naturali (V:119).La diversa legge alimentare data agli Ebrei nel Levitico (kosher) e con più criteri del ḥalāl (Lev. VII, 22-46; XI, 1-47; XIV, 3-21) - col divieto di consumare grasso degli ovini e dei bovini, eccetto quello del dorso, viscere o frammisto ad ossa - deve essere intesa come una legge stringente di Allāh per la ribellione dei Figli di Israele (Cor., VI:146).

### L'Aldilà
Alla creatura umana Allah riserva, a seconda della sua insondabile volontà e conoscenza del comportamento tenuto dalla sua creatura - un premio eterno o un castigo.

Il luogo in cui potranno essere godute le delizie paradisiache è il "Giardino" (in arabo ﺟﻨـة‎?, Janna), mentre il luogo in cui saranno scontate le azioni malvagie è il Fuoco (in arabo ﻧﺎﺭ‎?, Nār).

È oggetto di discussione tra i teologi musulmani il tema dell'eternità della pena infernale, alle quali assistette Maometto nel suo mistico viaggio notturno e ascesa al Cielo (Isrāʾ e Miʿrāj).

Abu al-Hasan al-Ash'ari sosteneva nella sua al-Ibāna ʿan uṣūl al-diyāna che l'inferno non sarebbe stato eterno per chi fosse stato musulmano ma, vista l'Onnipotenza divina, l'eternità del castigo non poteva essere asserita neppure per ogni altro essere umano.
“E coloro i cui visi si illumineranno, saranno nella Misericordia di Allah e vi rimarranno in perpetuo.”
“Oltrepassate le porte dell’Inferno per rimanervi in perpetuo. Com’è atroce la dimora dei superbi!”
L’aldilà nell’Islam prevede tre fasi principali: la fase del barzakh (dall’arabo, barriera) in cui le anime sono sottoposte ad un giudizio ed una punizione o ricompensa preliminare; la fase del giudizio in cui, a differenza del barzakh, le persone saranno risuscitate in anima e corpo similmente alla vita terrena ed in cui il Giudizio finale avrà luogo; la fase finale è quella della destinazione eterna in base al risultato del Giudizio che sarà in paradiso o nel jahannam.

## Assenza di clero

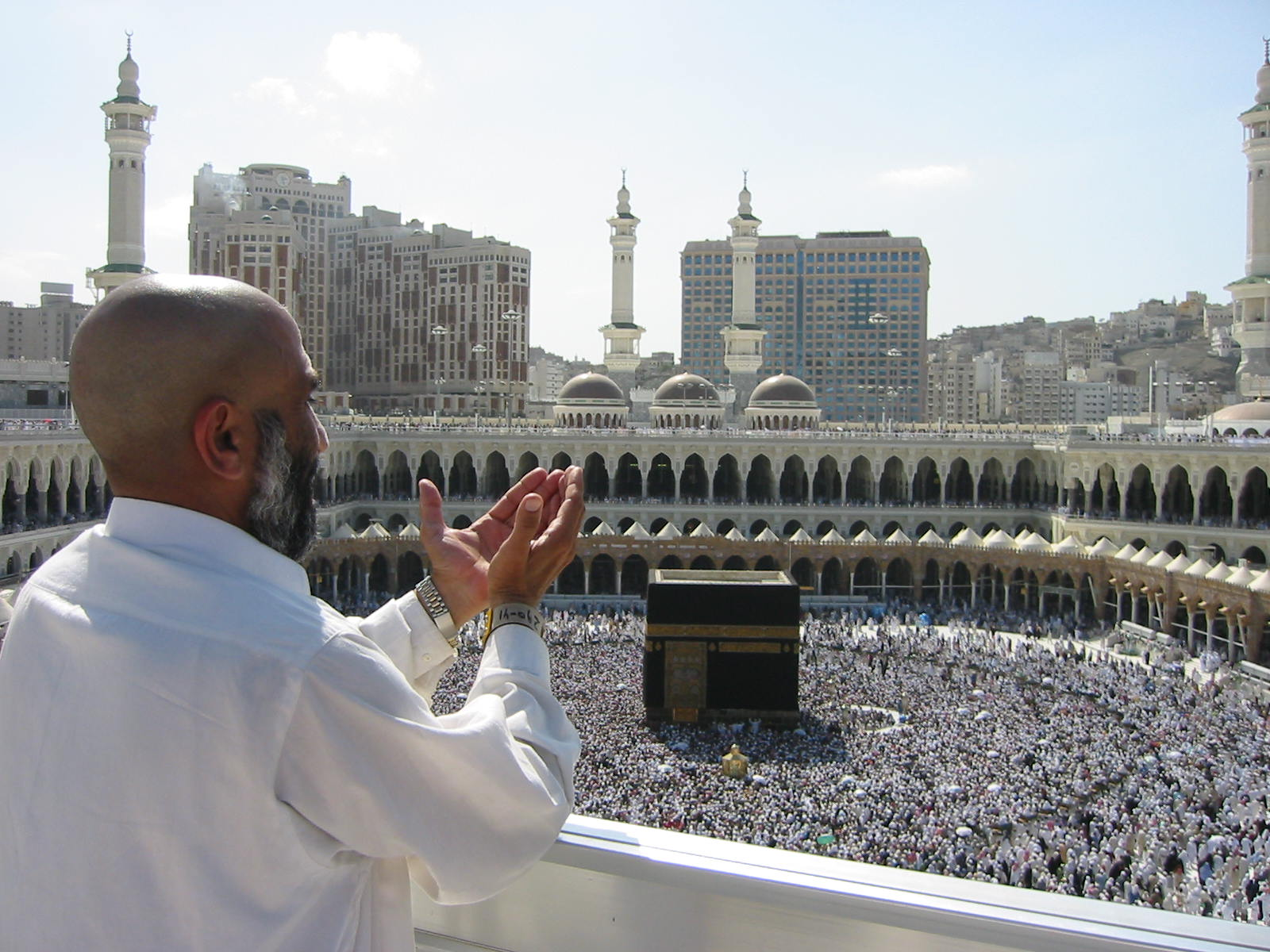
Folla di pellegrini nella Spianata Sacra della Mecca, la città più santa dell'islam per la presenza della Kaʿba

Le correnti principali dell'Islam non ammettono né riconoscono clero e tanto meno gerarchie (indirettamente una forma di ambiente clericale esiste però nell'ambito della minoranza sciita, in cui si crede che l' "Imam nascosto" eserciti un'ineffabile influenza sui marjaʿ al-taqlīd), dal momento che si crede non possa esistere alcun intermediario fra Dio e le sue creature.
Da non confondere con il clero è la categoria degli imam: musulmani che per le loro conoscenze liturgiche sono incaricati dalla maggioranza dei fedeli di condurre nelle moschee la loro preghiera obbligatoria.
Neppure gli ʿulamāʾ, che si limitano a interpretare il Corano, possono essere avvicinati a una forma di clero, anche se, nell'assolvere alla loro funzione, di fatto tendono a riaffermare il ruolo privilegiato che deve svolgere la religione islamica nella società.
A un ben delimitato ambito giuridico vanno invece ricondotti i muftī, che sono autorizzati a esprimere pareri nelle diverse fattispecie giuridiche, indicando se una data norma sia o meno coerente con l'impianto giuridico islamico.
Similmente devono essere considerati i qāḍī che, storicamente, erano di nomina governativa e chiamati a giudicare in base alle norme della sharīʿa all'interno di particolari tribunali (definiti sciaraitici) che, un tempo, caratterizzavano le società islamiche ma che sono stati progressivamente soppiantati nella maggioranza dei Paesi islamici da tribunali statali che agiscono in base a una normativa che fa riferimento a codici, per lo più d'ispirazione occidentale, anche se condizionati dalla tradizione normativa sciaraitica.
Il fatto di rapportarsi direttamente con il sacro e di non ammettere intermediari tra uomo e Dio non rende necessaria la figura del sacerdote (cui quindi non sono, almeno nel Sunnismo, minimamente assimilabili gli ʿulamāʾ o i muftī). Diverso il caso dello Sciismo, dove gli ayatollah fungono in qualche misura da intermediazione tra i devoti e l'"Imam nascosto", la cui parusia è attesa alla fine dei tempi, ma che agisce ineffabilmente proprio attraverso i dotti.

## Scuole giuridiche e teologiche

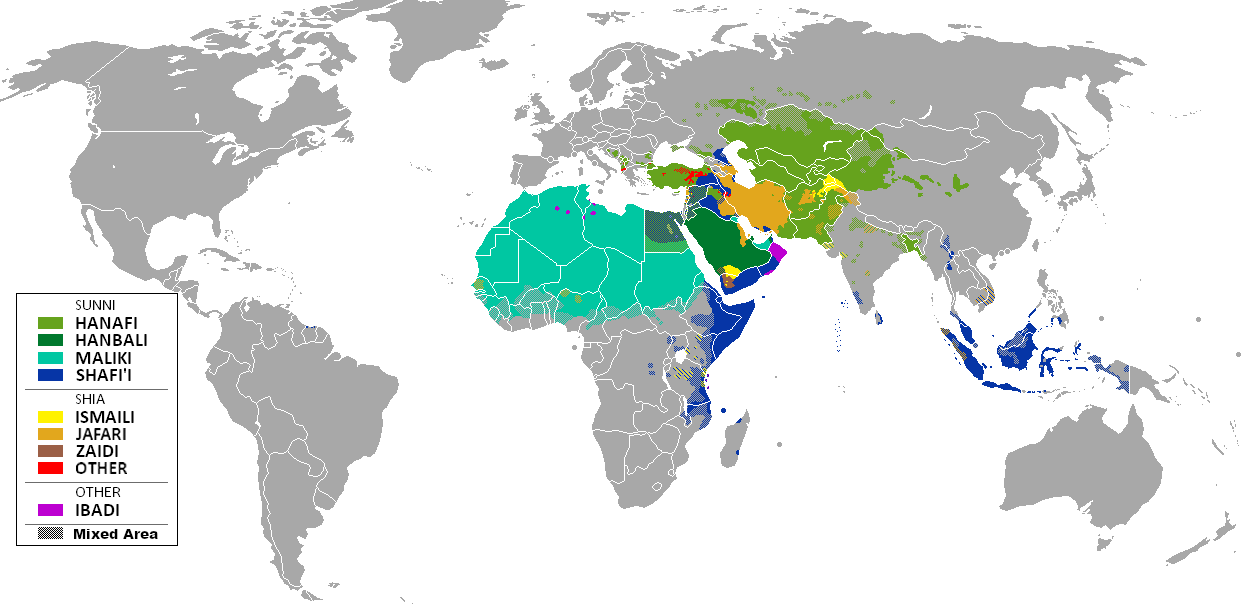
Distribuzione delle scuole giuridico-religiose islamiche nel mondo

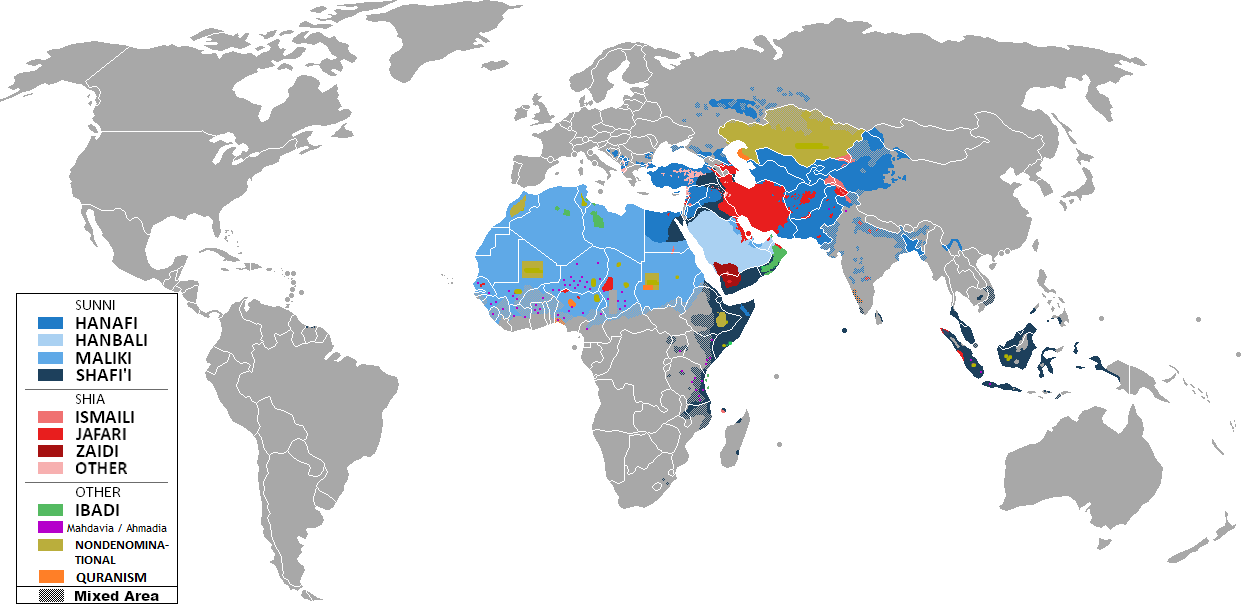
Distribuzione delle scuole giuridico-religiose islamiche nel mondo

Se ognuno è sacerdote di sé stesso e responsabile dei suoi errori, il discrimine fra quanto è considerato consono all'islam e quanto gli è contrario potrà scaturire solo dall'approfondito dibattito fra esperti "dottori" (ʿulamāʾ) che abbiano compiuto i necessari studi all'interno di strutture d'insegnamento religioso, la cui affidabilità sia riconosciuta senza riserve.
Esiste in materia un pluralismo di scuole giuridiche (madhhab) e teologiche, con numerose diverse interpretazioni di una stessa fattispecie giuridica, salvo l'impossibilità di discutere gli assetti dogmatici dell'islam, che non sono contestabili, per non incorrere automaticamente nell’essere considerati  kāfir, pl. kāfirūn - non musulmani. Tutte le cosiddette "scienze religiose" (ʿulūm dīniyya) tendono alla formazione di un consenso maggioritario (ijmāʿ) circa il modo d'interpretare il disposto coranico e sciaraitico. Tale consenso potrà comunque mutare nel tempo, in caso si esprima in tal senso una nuova maggioranza. Si tratta di una vero e proprio spettro dei modi di giudicare della umma, divisa in numerose scuole teologiche e giuridiche.
I quattro madhahib (pl. di madhhab) principali al giorno d’oggi solo quelli il cui impianto epistemico nell’approccio al Corano e la Sunna hanno ottenuto un seguito maggiore nel’Islam sunnita. Questi sono il madhhab malikita, hanafita, shafi’ita, e hanbalita che prendono il nome dai rispettivi fondatori.
Ai musulmani è consentito la scelta del madhhab che sentono come più vicino all’approccio epistemico ortodosso risalente al Profeta Muhammad e basato su una corretta interpretazione e implementazione del Corano. Queste scuole giuridiche, e molte altre che le hanno precedute negli anni, non sono da considerare come diverse “sette”, ma come metodi diversi appartenenti all’Islam ortodosso sunnita e tradizionale e infatti anche in istanze completamente opposte fra madhahib le stesse non si considerano in modo esclusivista e questo ha portato ad una ricchezza dal punto di vista storico giurisperita islamico nell’arco del millennio e mezzo di storia islamica.

## Gruppi religiosi

Stati con popolazione di religione islamica.

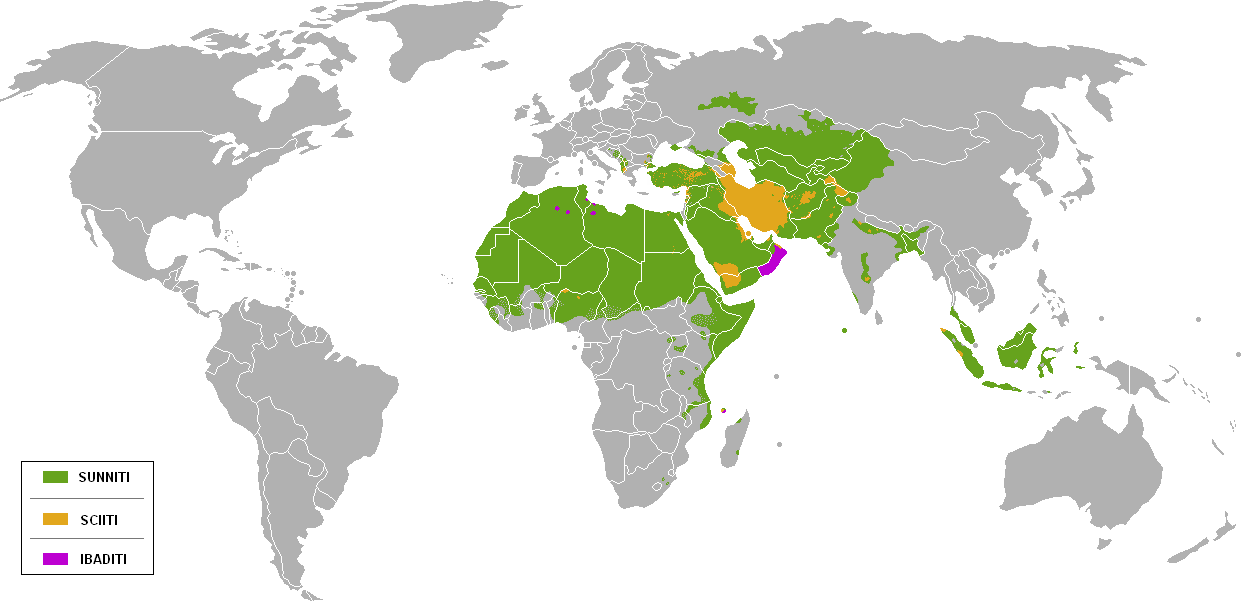
Area di diffusione dell'islam: in arancio il territorio degli sciiti, in verde quello dei sunniti.

I musulmani vengono differenziati in:
- Sunniti, che costituiscono tra l'87 e il 90% del numero complessivo dei devoti musulmani,[68] sono maggioritari in quasi tutti i Paesi a prevalenza musulmana (tranne in Iran, Iraq, Azerbaigian, Bahrein e Oman). Si divide in Hanafismo, Malikismo, Sciafeismo, Hanbalismo.
- Sciiti, che costituiscono la minoranza più consistente (circa il 10-13%). Essi si richiamano all'eredità di ʿAlī ibn Abī Ṭālib, cugino e genero di Muḥammad, e dei suoi figli al-Ḥasan b. ʿAlī e, più in particolare, di al-Ḥusayn b. ʿAlī. Dominante in Iran, lo sciismo è maggioritario in Iraq, in Azerbaigian e in Bahrein. Gli sciiti si dividono a loro volta in:
  - un gruppo maggioritario (duodecimano, o imamita o ithnaʿashariyya),
  - un gruppo minoritario (ismailita, o settimano o sabaʿiyya). Gruppi di Ismaeliti sono presenti in India,
  - un gruppo più esiguo, detto "zaydita", prevalente in Yemen, teorizza la possibilità che a guidare legittimamente la Comunità islamica (Umma) possa essere qualsiasi discendente del Profeta purché questi agisca concretamente contro i musulmani reprobi e usurpatori del califfato, con un deciso impegno militante che non lasci spazio a un comodo quietismo limitato a un'attività puramente teoretica.
  - Rafidi, gruppo estremista sciita somigliante agli aleviti.
- Kharigiti, che deriva dal termine arabo che significa "uscire" ed indica gli estremisti di pratica o teologia che de facto vengono considerati dalla maggioranza sunnita fuori dall’Islam, specialmente in Nordafrica, Iraq e Penisola araba, si dividevano in numerosi sottogruppi - Sufriti, Azraqiti, Najadāt, Nukkariti, Ibaditi - e oggi, a seconda delle classificazioni, dalle due nuove frange del salafismo e del Wahhabismo. Delle frange antiche sussistono solo gli Ibaditi, oggi maggioritari nel solo Oman, ma presenti anche in qualche località del Nordafrica e dell'Africa Orientale. In relazione alla pratica o teologia considerata da kharijita, alcuni hadith di riferimento sono quelli in cui Muhammad profetizzò che tale gruppo estremo sarebbe sorto[69]. In seguito alla battaglia di Hunayn del 630, un uomo chiamato Dhu'l-Khuwaysira attaccò Muhammad per non avergli concesso più bottino. Il compagno del Profeta Umar volle implementare la pena capitale per l’attacco ma Muhammad lo fermò affermando[70]: Lascialo andare, ci saranno persone che proverranno da lui che pregheranno e digiuneranno così avidamente che la tua preghiera e il tuo digiuno ti sembreranno relativamente poco; si immergeranno così profondamente nella religione che ne usciranno dall'altra parte, come una freccia appuntita che attraversa un bersaglio e su cui non rimane traccia di sangue e carne[71]. Sono vari i hadith sulla stessa linea di quello citato sopra che cita questo gruppo di persone estremo che emergerà e che uscirà (appunto kharijiti) dall’Islam. Oggigiorno gli estremisti come quelli di Daesh (ISIS) sono considerati dai musulmani parte dei kharijiti con riferimenti ad altri hadith che ne cita le peculiarità come la superficialità della pratica religiosa, l’essere giovani impetuosi, ed il fatto che essi debbano essere combattuti ed opposti dai musulmani stessi. In uno di questi hadith Muhammad affermò: Un gruppo di giovani emergerà recitando il Corano, ma esso non passerà oltre le loro gole. Ogni volta che apparirà un gruppo di loro dovrà essere escluso; finché il Dajjal (l’anticristo) non emergerà alla fine dei tempi. Ibn 'Umar disse: Ho sentito il Profeta dire 'Ogni volta che apparirà un gruppo di loro, dovrà essere tagliato fuori' più di 20 volte[72].

Di derivazione islamica, ma considerati eterodossi, sono invece:
- Gli alawiti, appartenenti a una setta minoritaria d'ispirazione sciita ma con forti tratti gnosticheggianti. Esprime il gruppo dirigente in Siria fin dall'epoca del Presidente Ḥāfiẓ al-Asad.
- I drusi, di originaria ispirazione ismailita ma presto abbondantemente diversificatisi, sorti in età fatimide all'epoca dell'Imàm-califfo al-Ḥākim. Sono presenti in Libano, nella regione montagnosa dello Shūf, come pure in Siria (Golan, Gebel Druso) e in Israele.
- I Bahāʾī, a loro volta gemmati dal Bábismo, costretti dalla Rivoluzione islamica dell'Iran a rifugiarsi in India e in Occidente (soprattutto Canada e Stati Uniti d'America). I suoi fedeli pretendono di costituire una religione "interamente nuova"[73] e non quindi un'eterodossia dell'islam.
- Gli aleviti sarebbero per alcuni uno dei tre rami dello Yazdanesimo appartenenti a una setta minoritaria d'ispirazione sciita duodecimana, ma con forti aspetti prossimi allo gnosticismo. Sono presenti soprattutto in Turchia dove rappresentano almeno il 15% della popolazione.
- Gli Ahl-e Ḥaqq, presenti in Iraq e in Iran, sarebbe per alcuni uno dei tre rami dello Yazdanesimo di ispirazione sciita ma marcatamente eterodossa.
- L'Aḥmadiyya di Qādyān (India settentrionale) e Lahore (Pakistan), fondata da Mirza Ghulam Ahmad.
- Gli yazidi, il cui sincretismo include anche alcuni elementi dell'islam, pur discostandosene sostanzialmente.
- La "Nation of Islam" presente negli Stati Uniti, di ispirazione sunnita ma marcatamente eterodossa, tanto da essere considerata dagli storici delle religioni come appartenente a una religione ormai completamente distaccata dall'islam, e non una sua generica eterodossia.

## Sinergie con altre religioni monoteiste
La religione consiste nella fede (al-īmān, identificata con i Sei articoli di fede dell'aqida) e nella pratica (al-dīn, identificata coi Cinque pilastri dell'Islam). Per gli storici delle religioni l’argomento dei punti in comune fra Islam e le altre religioni – in particolare quelle monoteiste – è ancora oggetto di studio e discussione. Elementi sinergici si trovano con il Giudaismo, lo Zoroastrismo, il Cristianesimo orientale e, più ancora, verso il credo delle comunità ebraico-cristiane attive nella stessa Penisola araba. Non manca chi sostiene una sinergia anche con le religioni di matrice indigena sud-arabica.
Altri interessanti sinergie si possono trovare con i culti dell’ambiente culturale sud-arabico di cui siamo a conoscenza grazie alle prove, epigrafiche, artistiche (statuaria votiva) e archeologiche, circa l'esistenza di culti monoteistici negli ambienti culturali sud-arabici e il loro lento accostamento a forme sempre più spiccatamente monoteistiche.
Che l'Islam appartenga al medesimo contesto di valori dell'Ebraismo e del Cristianesimo viene sottolineato dalla sua inclusione tra le cosiddette religioni abramitiche.
Le fonti primarie dell’Islam, cioè Corano e Sunna, si riferiscono ai molti punti di sinergia e coerenza tra Corano, Tanakh e Injil (Vangelo) argomentando che la fonte (Dio) è la stessa e quindi le nozioni sono principalmente le stesse, salvo nei pochi punti dove il Corano diverge ove Dio avrebbe corretto gli errori (intenzionali o accidentali) di tali testi e fatto delle aggiunte, per ultimo nel Corano.
I musulmani pensano che il primo profeta sia stato Adamo e che da allora la religione proposta da Dio all'umanità sia sempre stata l'Islam, ma visto che periodicamente la narrazione religiosa si arricchiva di elementi originali o si distorceva, allora Dio ha dovuto periodicamente mandare profeti aggiuntivi per rettificare la via primigenia e naturale (fitrawi, da fitrah). È con l’Islam che il rischio di corruzione testuale verrebbe annullato in virtù della promessa divina della preservazione del Corano riferita nello stesso, e ciò a sua volta in virtù del ruolo di Muhammad nella visione islamica come sigillo della profezia:
“In verità, Noi abbiamo fatto scendere il Monito e Noi ne stiamo i Custodi.”

## Islam e politica
La relazione fra Islam e politica diviene più prominente in seguito alla migrazione di Muhammad verso la Medina (la Hijra, o Egira del 622) dopo l’oppressione e la persecuzione subita nel periodo meccano dall’inizio della sua missione profetica nel 610. È a Medina che Muhammad assume il ruolo di Re-Profeta agendo come leader politico oltre che come guida spirituale. Dopo la morte di Muhammad nel 632 l’espressione della pratica politica dell’Islam si realizza con il califfato (dall’arabo khilafa e con il signfiicato di vicereggente del Profeta Muhammad).
Il califfatto per antonomasia nella storia islamica è considerato quello dei “califfi ben guidati” (dall’arabo khulafa al rashidun) durato dal 632 circa al 661 e che identifica nei quattro califfi eletti da una assemblea e quindi ben guidati, i quattro maggiori compagni (sahaba) di Muhammad che sono diventati i leader politici della comunità dei musulmani dopo la morte del Profeta: Abu Bakr, ‘Omar Ibn al Khattab, ‘Othman Ibn ‘Affan, e ‘Ali bin Abi Talib.
Uno dei testi di riferimento per quanto riguarda la relazione fra Islam e politica è l’analisi di Ibn Taymiyya da Al-Kitab al-Siyasa al-shar'iyya (Trattato sul governo della legge religiosa). Nell’Islam la politica è uno dei reami dell’esistenza umana in cui l’etica islamica informa la pratica, in questo caso politica. Il riferimento al califfato è completamente assente nel Corano ma è chiaramente presente come metodo di governo preferito esplicitamente nella sunna.
“La profezia sarà in mezzo a voi per tutto il tempo che Dio intende, e poi Dio ve la toglierà se lo vorrà. Poi ci sarà un califfato secondo il metodo profetico. Rimarrà in mezzo a voi per tutto il tempo che Dio intende, e poi Dio lo porterà via se lo vorrà. Allora ci sarà una monarchia mordace. Rimarrà in mezzo a voi per tutto il tempo che Dio intende, e poi Dio lo porterà via se lo vorrà. Allora ci sarà una monarchia tirannica. Rimarrà in mezzo a voi per tutto il tempo che Dio intende, e poi Dio lo porterà via se lo vorrà. Poi ci sarà un califfato secondo il metodo profetico."
Ciononostante, dopo la caduta dell’impero ottomano e la sospensione del califfatto ereditario in seguito alla secolarizzazione della Turchia operata da Kemal Mustafa Ataturk, i nuovi Stati a maggioranza islamica hanno mantenuto il fondamento costituzionale islamico adottando altre forme di governo, incluso quello democratico, informate dall’etica e dai valori islamici seppur in modo limitato. In questi Stati infatti viene permessa, ad esempio, la vendita di alcolici e la riba (il prestito bancario con interessi considerato usura nell’Islam in qualsiasi percentuale). Vi sono comunque dei tentativi di offrire un'alternativa a questi Stati con aree di studio come quella della finanza islamica che mirano ad offrire soluzioni in linea con i principi islamici ai governanti e gli Stati a maggioranza islamica.
Dal 1969 i paesi musulmani fanno riferimento per la difesa dei valori dell'islam all'associazione Organizzazione della Conferenza Islamica. Dal 1945 quelli arabofoni fanno anche riferimento, ma essenzialmente politico, alla Lega Araba. Oggi sono 6 i paesi retti ufficialmente da una repubblica islamica, anche se ci sono paesi a maggioranza musulmana che sono repubbliche democratiche (vedi Indonesia, Tunisia, Turchia, Libano, Iraq, Malaysia, Pakistan) o monarchie costituzionali (vedi il Bahrein, la Giordania, il Kuwait ed il Marocco). Gli altri Stati a maggioranza musulmana sono o monarchie assolute (l'Arabia Saudita) o dittature o repubbliche democratiche solo nominalmente (Egitto, Iran). Vedi democrazia islamica, sostenuta dai movimenti liberali nell'islam. Un caso curioso di sincretismo ideologico è il socialismo islamico (un quarto dei partiti dei paesi a maggioranza islamica dove si fanno elezioni si riferisce a quest'ideologia).

## Concezione geopolitica del mondo
Abū Ḥanīfa al-Nuʿmān e altri pensatori musulmani nell'arco di cinque secoli hanno sviluppato una concezione del mondo che divide geopoliticamente il mondo in territori dell'Islam, territori della tregua o dei patti, e territori di guerra. Questa dottrina, che non compare nel Corano e negli ʾaḥādīth, nacque in un periodo di espansione territoriale per l'Islam, che per questo aveva necessità di dotarsi di una visione geo-politica del mondo che, secondo questa concezione, sarebbe diviso in tre parti:
- Il "Territorio (lett. "Casa") dell'islam", o "Dār al-Islām"[80] (o Dārunā, "Il nostro territorio"), dove vivono i musulmani sotto la protezione della Legge islamica e i popoli sotto la protezione delle autorità islamiche senza essere cittadini musulmani (dhimmī). Gli uomini appartenenti a fedi diverse da quella islamica, fino all'età contemporanea, furono integrati nelle società con il pagamento di una tassa personale, la jizya, obbligatoria per non incorrere in sanzioni come l'espulsione o la morte e associata al concetto di umiliazione e sottomissione, venendo esentati dal servizio militare, dal pagamento della zakat - tassa invece riservata ai soli musulmani - permettendo il godimento di una limitata indipendenza amministrativa[81] Le interpretazioni dei teologi musulmani differiscono sulla possibilità di accettare come dhimmī fedeli di religioni differenti da quella dei cristiani, ebrei, zoroastriani e sabei ma, storicamente, si accettò anche l'Induismo come religione proteggibile, in quanto esso poteva vantare un testo scritto (i Veda) che poteva essere considerato anch'esso ispirato divinamente. I teologi hanafiti considerano Dār al-Islām anche un territorio non più sotto controllo musulmano che però permette ancora l'amministrazione del culto e la protezione, sia ai musulmani che ai dhimmī,[82] ma anche il giurista malikita siciliano, l'Imām al-Māzarī, affermò questo principio riferendosi al periodo in cui i musulmani erano governati dai Normanni. In tal modo egli legittimava la loro permanenza nell'isola, da cui essi sarebbero invece dovuti emigrare qualora la Sicilia fosse stata da considerare Dār al-ḥarb, ossia "Territorio della Guerra". Contestato invece l'uso dell'espressione "Dār al-Salām"[83], "Territorio della Pace", malgrado l'uso fattone in una fatwa di al-Azhar circa l'obsolescenza concettuale della divisione del mondo tra Dār al-Salām (definizione che sembrerebbe usata come sinonimo di Dār al-Islām) e Dār al-ḥarb.[84]
- Il "Territorio della Tregua", "Dār al-ʿahd"[85] o "Dār al-Hudna", territorio non islamico in cui però l'islam è praticabile liberamente. Non può essere attaccato e, al contrario, deve essere difeso dai musulmani che hanno stabilito un patto con le autorità del paese; i musulmani devono anche rispettarne gli usi e i costumi. Se però la controparte rompe i patti, può trasformarsi in Dar al-Harb.[86]
- Il Territorio della Guerra, o "Dār al-ḥarb" (talora chiamato "Dār al-kufr", "Casa dell'empietà"[87]) riguarda invece i territori confinanti con quelli islamici (ma anche all'interno di quelli[88]) che non hanno un accordo di pace o di non-aggressione con i paesi musulmani circostanti. Secondo alcuni giuristi musulmani, un territorio a maggioranza musulmana conquistato da forze non-islamiche diventa Dār al-ḥarb. Secondo molti storici, dopo la scomparsa dell'ultimo grande califfato, quello Ottomano, e la frammentazione degli Stati islamici seguita al Colonialismo, questo concetto ha perso molto del suo significato.[89]

Va comunque sottolineato che tali distinzioni appartengono alla discussione sviluppatasi in età islamica classica e che oggi essa non ha motivo di essere riproposta, salvo oggetti di studio da parte di studiosi e di riflessioni da parte degli giurisperiti islamici in relazione alla concezione geopolitica islamica in un’ottica contemporanea, globale e caratterizzata da interdipendenza e trattati internazionali di portata mondiale. 
(Roberta Aluffi Beck-Peccoz, s.v. «Dār al-Islām», in Dizionario dell'Islam a cura di Massimo Campanini, Milano, Rizzoli, 2005, p. 83)
Il proselitismo è un obbligo morale per il musulmano (daʿwa, "appello" alla conversione) contro il paganesimo e l'idolatria, ed esso riguarda anche i popoli monoteisti, che in diversa misura posseggono già una parte della Rivelazione tramite l'uso delle Sacre Scritture, e in cui vi si trovano parti ispirate dallo stesso Dio, ma rese incomplete e corrotte per via della manipolazione umana e di cui il Corano si fa “Discrimine” confermando le parti corrette secondo l’ultima rivelazione coranica e quelle considerate dall’Islam come interpolazioni o deviazioni dalla pura dottrina abramitica e divina. Le popolazioni del Libro sono innanzitutto ebrei e cristiani, ma nel corso dell'espansione islamica vi furono compresi anche altri come i zoroastriani. Muhammad stesso ha sottolineato in vari ʾaḥādīth della sua Sunna la portata della Rivelazione coranica.
Senza precludere le differenze tra fede e status politico per le Genti del Libro, la Umma islamica deve garantire il libero esercizio del proprio credo nei territori dell'islam, pur dovendo rinunciare a qualsiasi forma di proselitismo e pur accettando, in quanto comunità protette, l’autorita’politica del contratto sociale basato sull’Islam, la lealtà verso la Umma in quanto entità politica e il pagamento della tassa della Jizya. Questa sostanziale tolleranza religiosa fu tra i fattori che permisero la veloce conquista dei territori dell'Impero bizantino, dove le eresie cristiane (come il monofisismo) erano invece pesantemente represse e dove la tassazione era più alta di quella richiesta dai musulmani.

## Demografia
Uno studio demografico del 2020, condotto in 267 tra stati e territori, ha riferito che il 27% della popolazione mondiale, pari all'incirca a 1,7 miliardi di persone, era di fede musulmana. Di questi si stima che oltre il 75% siano sunniti, mentre gli sciiti sarebbero il 20%, con una piccola restante minoranza appartenente ad altre sette. Circa 63 paesi sono a maggioranza musulmana, gli arabi rappresentano circa il 20% di tutti i musulmani del mondo.
La maggioranza dei musulmani vive in Asia e in Africa. Circa il 62% si trova in Asia, con oltre 700 milioni di fedeli tra Indonesia, Pakistan, India e Bangladesh. In Medio Oriente, i paesi non arabi, come la Turchia e l'Iran, sono i paesi con la più ampia maggioranza musulmana. In Africa, Egitto e Nigeria hanno le comunità musulmane più numerose.
La maggior parte delle stime indica la presenza islamica in Cina come quantificabile approssimativamente in 35 milioni di persone (dall'1,5% al 2% della popolazione cinese). Tuttavia, i dati forniti dall'International Population Center dell'università statale di San Diego al U.S. News & World Report sostengono che la Cina abbia 65,3 milioni di musulmani. L'islam è la seconda religione per numero di fedeli, dopo il cristianesimo, in molti stati europei, e si sta lentamente avvicinando al secondo posto anche nelle Americhe, con un numero tra i 2 454 000, secondo il Pew Forum, e approssimativamente 7 milioni, secondo il CAIR (Council on American-Islamic relations), negli Stati Uniti.
Al 2023 il cristianesimo è la maggiore religione del mondo (con 2,4 miliardi di aderenti stimati) e l'Islam la seconda (con 1,9 miliardi); in termini di confessioni il sunnismo (1,3 miliardi) supera il cattolicesimo (1,2 miliardi).
In Oman e in alcune zone isolate del Nordafrica esiste, però, la cosiddetta "terza via" dell'Islam: l'ibadismo. Questa corrente è seguita da meno del 1% dei musulmani (2,7 milioni di persone su 1,9 miliardi di credenti). Gli ibaditi considerano gli altri musulmani come "kuffār al-niʿma", cioè "coloro che negano la grazia di Allah", ma nonostante ciò possono anche pregare con loro e persino sposarsi.

## Critiche e controversie
Le critiche all’Islam risalgono agli inizi dell’Islam da parte dei politeisti dei Quraysh che vedevano in Muhammad una minaccia allo status quo. In seguito, le altre prime critiche documentate furono quelle di Giovanni il Damasceno che considerava l’Islam come una eresia cristiana. Nell’arco della storia islamica le critiche, soprattutto dal mondo cristiano, sono state molteplici e principalmente di carattere religioso e teologico.
In epoca moderna le critiche dell’Islam si sono trasposte in un contesto secolare in branche di studio che partono dai lavori compiuti dai musulmani negli anni per dimostrare affermazioni come la preservazione del Corano e le origini dello stesso come con Luxenberg che a sua volte ricevette critiche per il suo livello di conoscenza dettagliata dell’arabo da studiosi come François de Blois e il cui lavoro oggi è considerato superato in accademia in seguito a scoperte di manoscritti ed altre teorie più contemporanee che dall’ambiente secolare vedono in Muhammad la fonte più verosimile del Corano come opera originale piuttosto che altri testi esterni siriaci.
In epoca coloniale, queste critiche hanno assunto una connotazione coloniale sotto un’ottica di eccezionalismo occidentale soprattutto promosso da potenze come la Francia per giustificare la propria colonizzazione nei paesi islamici e discussa ampiamente da intellettuali come Edward Said e Franz Fanon.
Più di recente, le critiche iniziate soprattutto in seguito alla guerra in Iraq ed Afghanistan hanno riguardato la relazione tra Islam e terrorismo. Queste critiche sono state respinte dalla totalità dei dotti musulmani ed ancora oggi caratterizzano oggetto di studio sul tema in particolare della rappresentazione dei musulmani nei media occidentali e più in generale dell'islamofobia, un neologismo che indica un atteggiamento xenofobo che nasce da pregiudizio e discriminazione verso l'Islam come religione, e verso i musulmani come credenti.
Casi controversi in Occidente di islamofobia sono quelli di vari Stati Europei come la Francia in cui le discriminazioni contro i musulmani hanno assunto un carattere più sistemico con: forti limitazioni alle libertà fondamentali delle organizzazioni della società civile e no profit, limitazioni delle libertà individuali e del diritto allo studio per le donne musulmane, chiusura di organizzazioni per la lotta alla discriminazione che lavorano sull'islamofobia. Il caso francese ha portato anche a critiche dall'ONU. Il Report europeo sull’Islamofobia promosso anche dall'Unione Europea mostra, ad esempio, una crescita di fenomeni ed aggressioni islamofobe a livello mediatico, istituzionale ed anche cittadino in vari paesi, inclusa l'Italia.